# شوما اوتوایزومی
شوما اوتوایزومی (ژاپنی: 音泉 翔眞؛ زادهٔ ۷ ژوئیهٔ ۱۹۹۶) یک بازیکن فوتبال اهل ژاپن است.
از باشگاه‌هایی که در آن بازی کرده‌است می‌توان به باشگاه ورزشی یوکوهاما اشاره کرد.